# マヌエル・デ・ゴドイの肖像
『マヌエル・デ・ゴドイの肖像』（マヌエル・デ・ゴドイのしょうぞう、西: Retrato de Manuel Godoy, 英: Portrait of Manuel Godoy）は、スペインのロマン主義の巨匠フランシスコ・デ・ゴヤが1801年に制作した肖像画である。油彩。平和公として知られる宰相マヌエル・デ・ゴドイを描いている。現在はマドリードの王立サン・フェルナンド美術アカデミーに所蔵されている。また騎馬像として描かれた異なるバージョンがニューヨークの個人コレクションとマドリードのプラド美術館に所蔵されている。

## 人物
マヌエル・デ・ゴドイは1767年にバダホス近郊のカストゥエラで地方貴族の三男として生まれた。バダホスのサン・アントン神学校（Seminario Metropolitano San Atón）で学んだのち、軍人としてのキャリアを選択し、1784年に国王とその家族を護衛する警備隊（Guardias de Corps）中隊の第1旅団に入隊した。これ以降、ゴドイは急速にカルロス4世と王妃マリア・ルイサの信頼を得ていくが、そこにどのような経緯があったのかはよく分かっていない。それゆえゴドイのキャリアの躍進にはマリア・ルイサと姦通していたという伝説がついて回るが、これを裏付ける確かな証拠はない。いずれにせよ、1792年に宰相であった初代フロリダブランカ伯爵ホセ・モニーノ・イ・レドンド、続いて第10代アランダ伯爵ペドロ・パブロ・アバルカ・イ・ボレアが失脚すると、ゴドイは宰相の地位に就いた。1797年には王室の一員であるチンチョン女伯爵マリア・テレサ・デ・ボルボーンと結婚。1792年から1808年までの16年間、名目上の統治者はカルロス4世であったが、実質的に権力を握っていたのはゴドイであった。ゴドイは熱心な美術品の収集家で、高い地位を利用して大規模なコレクションを形成した。その中にはゴヤの『裸のマハ』（La Maja desnuda）や『着衣のマハ』（La maja vestida）、ディエゴ・ベラスケスの『鏡のヴィーナス』（Venus del espejo）もあった。1808年3月に民衆がゴドイの追放を求めて蜂起したアランフエス暴動により失脚すると、娘のカルロッタ、愛人ペピータとその息子を連れて亡命したが、フェルディナンド7世の迫害と経済的困窮に苦しまなければならなかった。1828年にマリア・テレサ・デ・ボルボーンが死去すると翌年ペピータと結婚し、1836年に回想録を出版した。1851年にパリで死去。

## 制作背景
1801年、スペインはフランスと協力してイギリスと同盟関係にあったポルトガルに侵攻した。この侵略戦争はオレンジ戦争と呼ばれ、当時権力の絶頂にあったマヌエル・ゴドイがスペイン軍を指揮した。ゴドイはエルヴァスを陥落させることはできなかったがその周辺のオリベンサなどを占領した。この戦いの勝利によりポルトガルはスペインにオリベンサを割譲し、イギリスとの同盟を破棄するバダホス条約に同意した。本作品はこの勝利を記念してカルロス4世あるいはゴドイ自身によって発注された。

## 作品
ゴヤはオレンジ戦争で野営している最中のマヌエル・デ・ゴドイを描いている。ゴドイは足元に黒い軍帽を置いて、尊大かつ横柄な態度で後ろにもたれ掛かりながら座っている。彼は右手に持った紙の事務的な内容を確認すると顔を上げて、その視線の先にあるポルトガルの国旗を見つめている。軽く組んだ両脚の間には指揮杖を挟むように保持している。ゴドイの背後には砲兵大尉ホアキン・ナバロ・サングラン（Joaquín Navarro Sangrán）と思われる人物が同行している。背景には劇的な雲に覆われた空が広がっている。この薄暗い光で描かれた空はゴドイを描いた均一な光と強いコントラストをなしている。
ゴドイは赤い飾り帯をともなう軍管区司令官の軍服を着ている。軍服にはこれまでにゴドイが受けた栄誉が示されている。カルロス3世勲位大十字勲章の青色と白色の帯は軍服の襟の下に隠れ、勲章は左の胸についている。そのすぐ下にはサンティアゴ騎士団の騎士であることを示す赤い十字架の刺繍が施されている。さらに赤い飾り帯に結び付けられた赤と白のラテン十字が描かれたプレートは、ポルトガルの王立キリスト騎士団最高位の大十字騎士であることを示している。
ゴドイが手にした白い紙の角度は画面の中心軸を示している。岩の上に斜めに横たわるゴドイの姿は、画面左端に立てかけてあるポルトガルの国旗によってバランスのとれた対角線を形成している。

## 来歴
アランフエス暴動でゴドイが失脚すると本作品を含む膨大なコレクションは没収された。その後、1816年4月28日の王命により、本作品は王立サン・フェルナンド美術アカデミーに収蔵された。

## 別バージョン
この2つのバージョンは本作品よりも早い1795年頃の作品で、いずれも騎馬肖像画として描かれた。それぞれニューヨークの個人コレクションとマドリードのプラド美術館に所蔵されている。前者のサイズは高さ55.2センチ、横幅44.5センチと決して大きくはなく、もともと大画面の騎馬肖像画を制作するために描かれた完成度の高い準備習作と思われる。しかし最終作品が制作されたかどうかは不明である。おそらくディエゴ・ベラスケスの『フェリペ4世騎馬像』(Felipe IV, a caballo）に範を取ったと考えられている。後者はほぼ同じサイズでポーズも類似しているが、図像は左右反転している。1986年に行われたX線撮影による調査の結果、もともとゴドイの肖像画であったが、ゴヤあるいは他の画家によって顔などが塗り直されていることが判明した。この変更は1808年の失脚を受けてのものであったことは疑いなく、これにより1819年のプラド美術館収蔵時に破壊を免れることができたと考えられている。

## ギャラリー
関連するゴヤの肖像画

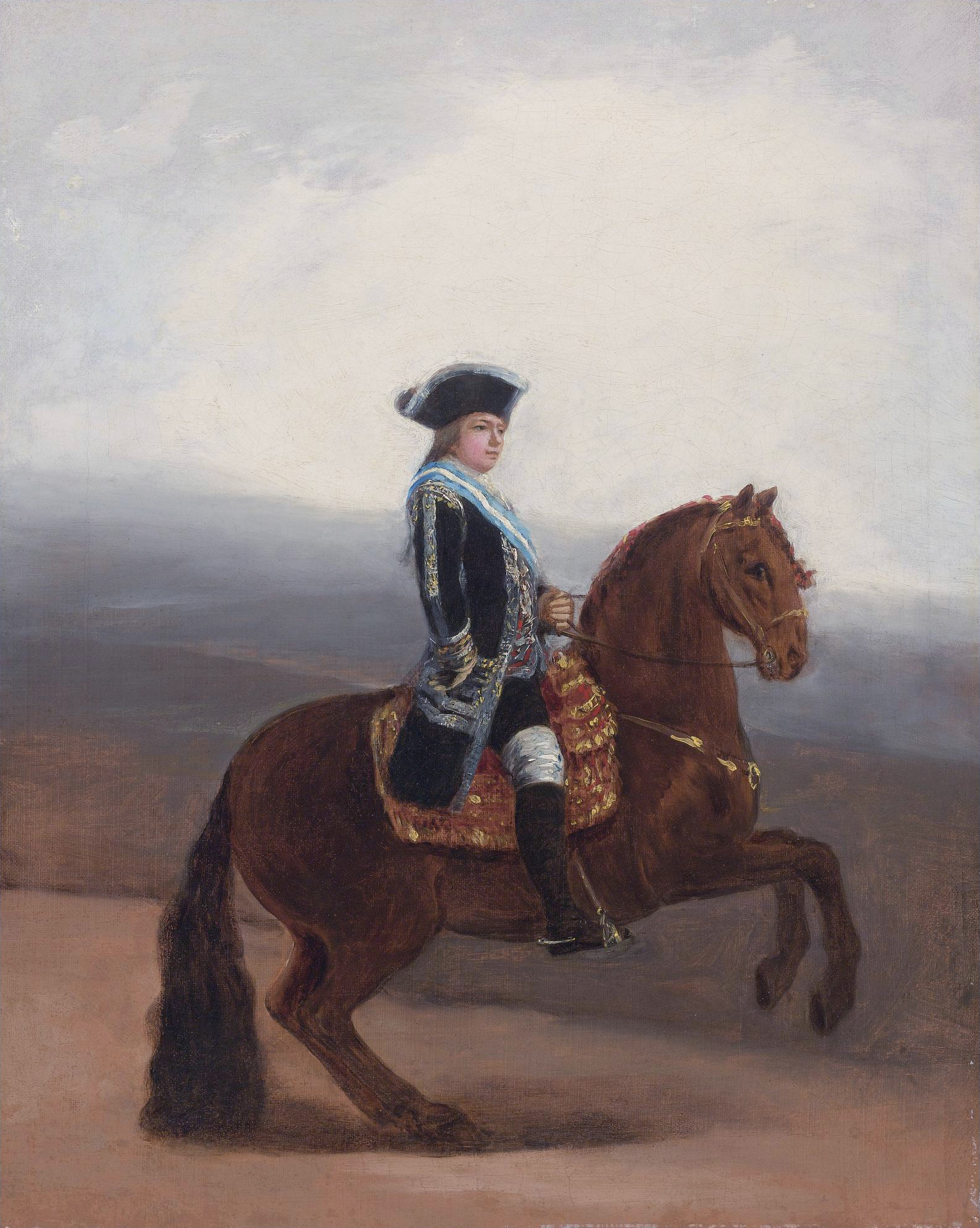
『マヌエル・デ・ゴドイ騎馬像』1795年頃 個人蔵
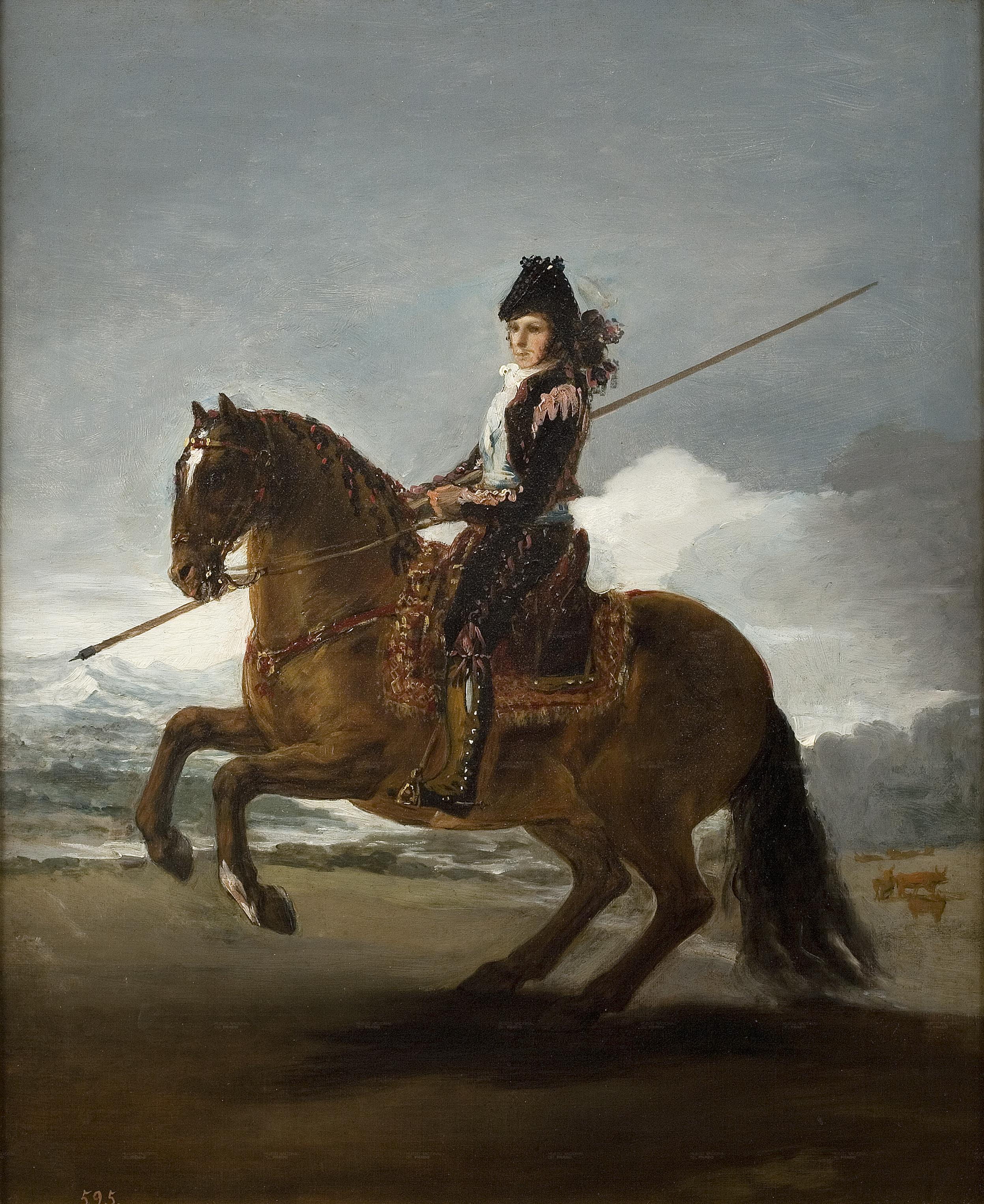
『ガロチスタ』1795年頃 プラド美術館所蔵
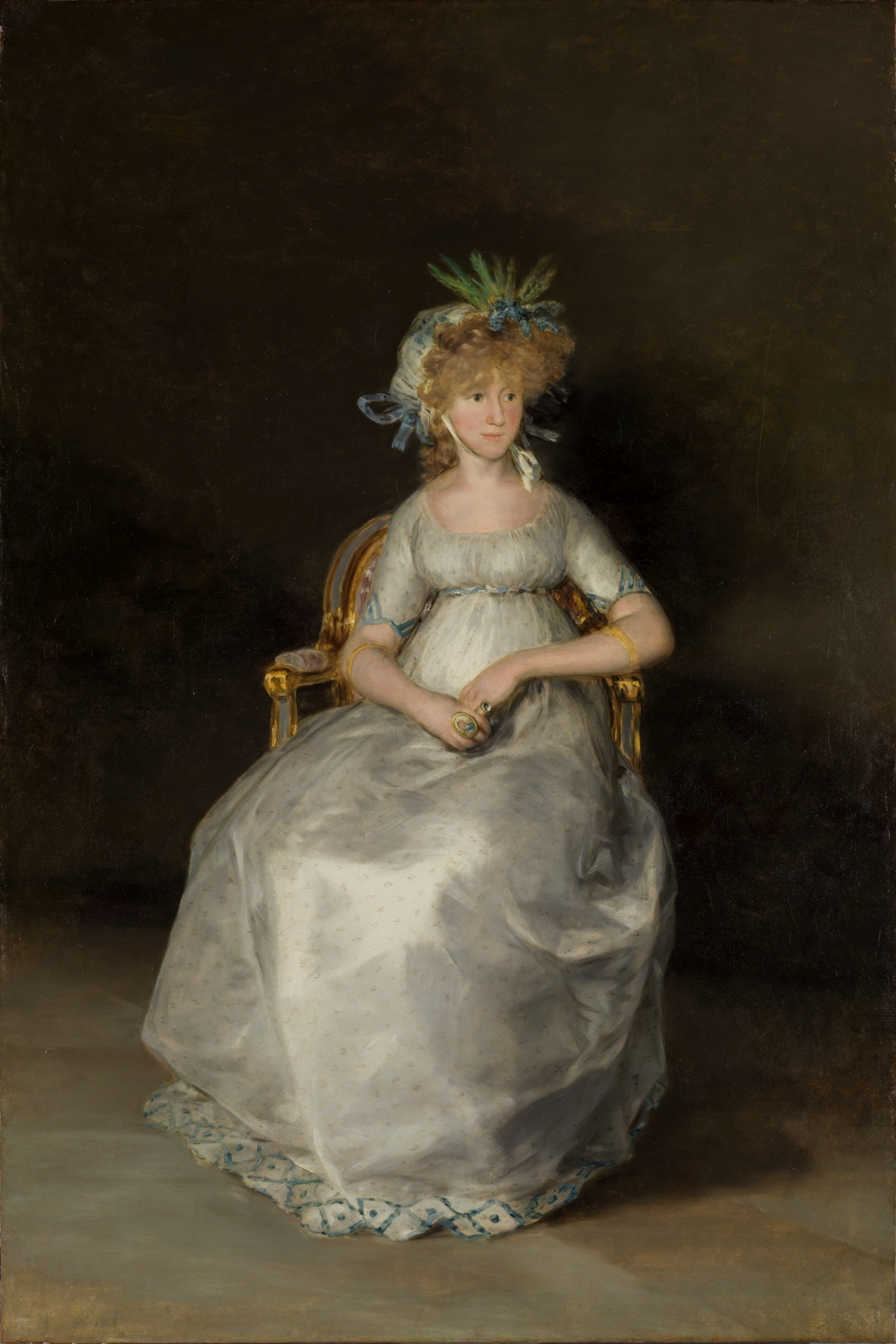
『チンチョン女伯爵の肖像』1800年 プラド美術館所蔵